# 酮症
酮症是一種代謝狀態，當體內的葡萄糖不足時，肝臟會將脂肪轉換成脂肪酸與酮體，取代原本由葡萄糖負責的能量來源。當血中酮體的含量大於0.5mM，且有長時間的低血糖及低胰島素含量，即為『酮症』。
當肝臟中儲存的肝醣用盡時，便會進行生酮作用(ketogenesis)，產生酮體；另外代謝中鏈三酸甘油酯亦會有酮體的產生。
身體主要利用的酮體為乙醯乙酸(acetoacetate)及β-羥基丁酸(β-hydroxybutyrate)，而酮體的調節主要由胰島素及升糖素控制。大部分的細胞都可以用葡萄糖及酮體做為能量。在酮症的狀態，身體會利用游離脂肪酸及糖質新生作為剩餘的能量來源。
長期酮症可能由於禁食或生酮飲食導致，現今有些人會故意處於酮症狀態，作為一些疾病的治療方式，如糖尿病、頑固型癲癇。在一般糖解作用時，胰島素會促進脂肪的儲存及阻止脂肪從脂肪細胞釋放；而在酮症狀態下，脂肪細胞會釋放脂肪並代謝之產生能量。因此，酮症被認為是一種脂肪消耗的模式。
酮症與酮酸中毒相似，但酮酸中毒是急性危及生命的狀態，需要立即的醫學治療，而酮症可以是生理性的，在某些情況下(如抗藥性癲癇)，酮症可能是對健康有益的。

## 原因

### 酮酸中毒
酮體是酸性的，而人體血液的酸鹼平衡通常是透過碳酸氫鹽緩衝，配合呼吸代償改變血液中二氧化碳的量，組織蛋白與骨頭亦會吸收體內的氫離子，腎臟代償作用也會增加磷酸二氫銨及銨離子的排出，幫助提高體內的酸鹼值。長時間過多的酮體可能會超過體內正常的代償機制，若pH值小於7.4時，則定義為酸中毒。
酮酸中毒有兩個主要原因：
最常見為糖尿病酮酸血症(diabetic ketoacidosis, DKA)，由於胰島素分泌不足，導致脂肪代謝增加。與第一型糖尿病有關，若不治療可能導致糖尿病昏迷。
酒精性酸中毒(Alcoholic ketoacidosis)則比較少見，可能伴隨急性酒精中毒。酒精中毒患者大多伴有急性或慢性的肝臟或胰臟疾病。甲醇或乙二醇中毒後發生酒精性酸中毒的機率較乙醇中毒後發生酒精性酸中毒的機率來得高。
輕度酸中毒可能由於長時間的禁食，生酮飲食，或極低熱量飲食後造成。

### 飲食
有時會透過生酮飲食，產生酮症狀態作為治療頑固型癲癇的一種方式。而低碳水化合物飲食則較有爭議，目前低碳水化合物對人體的健康有正反兩面的論述。酮症可由禁食、食用生酮性脂肪(如中鏈三酸甘油酯)產生。

## 機制
人體的兩種酮體來源包含脂肪組織中的脂肪酸，以及生酮胺基酸；而最主要形成酮體的機制為生酮作用。
脂肪組織可以用來儲存脂肪酸，以便調控體溫和體內能量的利用。當體內血糖降低時，會促進升糖素和正腎上腺素的分泌，以及減少胰島素分泌，這會使脂肪細胞因子釋放脂肪酸。爾後，輔酶A會和脂肪酸結合，以形成醯基輔酶A。這些醯基輔酶A會被送進粒線體做為β-氧化的原料，逐步分解成一段段的乙醯輔酶A。一次的β-氧化會脫下兩個碳原子，剩下縮短的醯基輔酶A會繼續進行反應直到脂肪酸徹底分解。
上述生成的乙醯輔酶A可以進一步送到三羧酸循環中生成高能量產物。一單位的乙醯輔酶A可以生成三單位的菸鹼醯胺腺嘌呤二核苷酸（NADH）、一單位的黃素腺嘌呤二核苷酸（FADH2）和一單位的三磷酸鳥苷（GTP）。產物經氧化磷酸化後可以產生10個三磷酸腺苷（ATP），提供身體所需能量來源。
除了進行三羧酸循環外，在肝臟中，乙醯輔酶A可以透過生酮作用產生酮體。因為在低血糖時，草醯乙酸被用於糖質新生而無法進行三羧酸循環，因此過量的乙醯輔酶A轉而用於產生酮體，此即為生酮作用。生酮作用的主要反應步驟如下：
1. 兩分子的乙醯輔酶A在硫解酶的催化下，生成乙醯乙醯輔酶A，並且放出一分子的輔酶A。
2. 乙醯乙醯輔酶A與乙醯輔酶A在β-羥-β-甲基戊二酸單醯輔酶A合成酶的催化下，生成β-羥-β-甲基戊二酸單醯輔酶A，並且放出一分子的輔酶A。
3. β-羥-β-甲基戊二酸單醯輔酶A在β-羥-β-甲基戊二酸單醯輔酶A裂解酶的催化下生成乙醯乙酸，並釋放一分子的乙醯輔酶A。
4. 乙醯乙酸在自發性脫羧反應下生成丙酮，並釋放一分子的二氧化碳。
5. 除了自發性脫羧外，乙醯乙酸也會在D-β-羥丁酸脫氫酶的催化下，還原生成D-β-羥丁酸。

透過上述反應，生酮作用會產生的三種酮體，分別是：乙醯乙酸、丙酮和D-β-羥丁酸，其中，乙醯乙酸和D-β-羥丁酸在體內有較高濃度。
除此之外，部分經脫氨作用的胺基酸也可以被轉換成乙醯輔酶A或是乙醯乙醯輔酶A，作為合成酮體的原料。這些胺基酸被稱為生酮胺基酸，包含白胺酸、離胺酸等。

## 診斷
診斷酮症可用特殊的尿液試紙（如：Ketostix）。使用者需要將此種試紙尾端的一小塊平面浸泡入新鮮尿液檢體中，在幾秒內，試紙的顏色改變可以代表乙酰乙酸酮體（acetoacetate ketone bodies）的濃度，也反映出酮尿的嚴重程度，可以粗略身體估計高酮血症（hyperketonemia）的嚴重程度（見下表）。
另外，有些針對糖尿病檢測的產品（例如：Abbott Precision Xtra或是Nova Max），可以直接採血和測量β-羥基丁酸濃度，也可以用來評估酮症程度。
正常的酮體血液檢驗項目正常參考值範圍為0.5-3.0 mg/dl，相當於0.05-0.29 mmol/L。
再者，當身體處在酮症的狀態，此人的呼氣會有丙酮的味道。這是因為乙醯乙酸分解為丙酮和二氧化碳後，會從肺部呼出。丙酮為去光水和油漆稀釋液的原料。
| 尿液值 | 分類       | 血清中大略濃度                     | 血清中大略濃度      |
| 尿液值 | 分類       | mg/dL                              | mmol/l              |
| 0      | 陰性       | Reference range: 0.5–3.0           | 0.05–0.29           |
| 1+     |            | 5 (interquartile range (IQR): 1–9) | 0.5 (IQR: 0.1–0.9)  |
| 2+     | 酮尿       | 7 (IQR: 2–19)                      | 0.7 (IQR: 0.2–1.8)[ |
| 3+     |            | 30 (IQR: 14–54)                    | 3 (IQR: 1.4–5.2)    |
| 4+     | 嚴重的酮尿 | –                                  | –                   |

### 嚴重性
酮體的濃度受到飲食、運動、代謝適應性程度、基因等不同因素影響。當實行生酮飲食超過三天就有可能出現酮症，又可稱為營養性酮症。[35]以下為酮體濃度以及酮症程度對應表。
| 血液中濃度(mmol) | 情況        |
| < 0.2            | 不為酮症    |
| 0.2 - 0.5        | 輕微        |
| 0.5 - 3.0        | 刺激/營養性 |
| 2.5 - 3.5        | 運動後      |
| 3.0 - 6.0        | 飢餓        |
| 15 - 25          | 酮酸血症    |

注意尿液檢測有可能無法反映血液濃度。當水化作用旺盛時，尿液酮體濃度較低。大部份的尿液試紙只針對乙醯乙酸量測，但是當酮症變嚴重時，最主要的酮體為β-羥基丁酸。跟葡萄糖不同的是，酮體不管血液濃度為何都會釋放至尿液中。酮酸症為當個體無法製造胰島素時才會發生，和酮症不同。

## 爭議
一些醫生認為不攝取碳水化合物是不健康且危險的行為。然而事實上，不需要完全去除碳水化合物的攝取就可能造成酮症。不過也有一些醫生認為酮症是脂肪燃燒時發生的安全狀態。酮症是一種特殊狀態，其會伴隨著由丙酮酸所產生的糖質新生。然而，對於一個身體功能正常的人，酮症是不太可能造成生命危險的，一般定義beta-hydroxybutyrate (B-OHB) 的數值大於15毫莫耳才會危害到生命，而在進行生酮飲食的非糖尿病人中，鮮少達到3毫莫耳的濃度。不過由於酮症會避免基本的胰島素分泌，有些本身就無法正常分泌胰島素者，如第一型糖尿病和長期的第二型糖尿病，可能會進入不安全的酮症狀態，引起昏迷而需要醫療急救。反對利用酮症狀態的人，大多數為支持低碳水化合物飲食的醫生與支持者，他們認為身體對於葡萄糖有需求且酮症對於身體是有危險的。

### 因紐特人
因紐特人一般被認為過著超過百年的低碳水化合物飲食生活方式。然而，在許多研究中指出，因紐特人的飲食和生酮飲食並不相同。研究者不僅無法偵測到生酮飲食的證據，脂肪酸和葡萄糖間的比值也低於生酮作用的標準。此外，研究指出因紐特人的飲食主要仰賴有蹄類動物作為來源，這些動物的脂肪含量不足以進行生酮飲食。在有限的脂肪和碳水化合物的情況下，鈕納米特族和因紐特人除了以馴鹿為食，還會和沿岸的Taremiut交易海草作為食物來源。甚至有部分的因紐特人有15-20%的能量來源為碳水化合物，其來源為生肉中的肝醣，因為在寒冷氣候中，因紐特人所吃的海中哺乳類動物，其肌肉、皮膚、器官中的肝醣在死後並不會快速分解，這種情形有助於因紐特人攝取肝醣。
不僅如此，近期研究顯示因紐特人帶有特定的基因，讓他們非常適合攝取omega-3脂肪。另外，在更早的研究中則表示，因紐特人有高比例的罕見體染色體隱性遺傳CPT1A基因突變，在極圈地區族群佔68-81%，此基因為粒線體在長鏈脂肪酸氧化過程中重要的調控者，當其突變時會造成肉鹼棕櫚醯基轉移酶缺乏第一型並引起低血酮和低血糖。
此症狀會使得生酮作用失調，產生大量的酮體，然而這對因紐特人而言是有益的，因為他們可以將肝臟細胞中的脂肪酸轉換至棕色脂肪以產熱。因此，基因突變藉由在棕色脂肪中燃燒脂肪酸，可以幫助因紐特人保持體溫。除了引起低血酮，此失調也造成肝性腦病(有較大的肝臟)和高嬰兒死亡率。因紐特人被發現有較大的肝臟和糖異生的能力提升與移除蛋白質代謝副產物的氨有關。
人誌學上紀錄因紐特人有多餐的習慣，這可能是高CPT1A突變造成的，因為長時間未進食對於這群有基因突變的人是危險的，尤其是做完激烈運動後。因此可推測此基因突變是為了因應因紐特人低碳水化合物與嚴苛的環境。

### 適應期
儘管在運動後補充碳水化合物是最有效補充肝醣的方法，研究顯示在2-4週的適應期後，只要飲食中相對於碳水，包含大量的脂肪，身體會藉由酮症狀態而不會感到不適。有些醫生將這個階段稱為生酮適應期，又稱施瓦特卡轉換。由弗雷德里克•施瓦特卡第一個發現這個由葡萄糖依賴轉換成脂肪使用的時期所命名。

## 獸醫學角度
在奶牛中，酮症是一種常見的疾病，通常在生產後的前幾週發生。酮症在這些情況下有時被稱為丙酮血症(acetonemia)。 2011年的一項研究表明，酮症與奶牛用來製造乳脂的脂質息息相關，容易患有酮症的動物會使用自身的脂肪組織作為原料產生脂肪酸，而健康的動物則用卵磷脂(lecthin)合成脂肪酸，因此這些健康的動物體內往往可以被檢測出含有較多的牛奶甘油磷酸膽鹼和較少的牛奶磷酸膽鹼，這兩種物質的濃度因而可以作為酮症的早期診斷指標之一。
若以0.7mmol / L以上的綿羊血液做為樣本，檢測其中的β-羥基丁酸，可以發現，在患有妊娠毒血症的綿羊中，往往也患有酮症，這種情形通常在懷有多胞胎而且是懷孕後期的母羊身上發生，另外，這類症狀被認為與懷孕期間需耗費體內大量葡萄糖作為能量來源有所關聯。在反芻動物中，由於消化道中的大部分葡萄糖會被瘤胃細菌代謝，所以葡萄糖必須通過糖質新生產生，瘤胃細菌在代謝過程中會產生丙酸鹽，並通過瘤胃壁吸收，是綿羊糖質新生反應的主要受質，只有在葡萄糖需求量很高或丙酸鹽不足時，其他糖質新生受質的重要性才會增加。妊娠毒血症最有可能發生在妊娠晚期，因為需要最大量的葡萄糖供應能量讓胎兒生長，當母羊因為天氣或壓力等原因導致攝取的食物不足，就會需要使用自身儲存的三酸甘油脂作為能量來源，其中甘油部分用於糖質新生、提供能量，而脂肪酸部分則氧化產生酮體，造成酮症。若是酮體過多，甚至形成酮酸血症，便可能導致死亡，這類情形在生產或人工流產後會有所改善，不過預防酮症的發生（適當的餵養、有效管理）會比直接治療綿羊酮症更有效。

## 酮症(Ketosis)與酮酸血症(Ketoacidosis)
當人體攝取的葡萄糖不足以供應人體所需能量，人體便會水解脂質，生成酮體做為能量來源，其中乙酰乙酸和β-羥基丁酸為最主要的兩種酮體。這兩種酮體具有酸性，如果濃度過高，便會造成血液酸化。當酮體濃度偏高，但仍在可容許範圍內，稱為酮症；若酮體濃度過高，導致血液酸化、危害生命，則稱為酮酸血症。一般而言可以分為以下幾類：

### 一、良性酮症：
血中酮體濃度<3mmol/L，可能是因為飯前或運動中所導致的暫時性能量不足，造成人體生成酮體供應能量，為正常現象，並不會對人體造成傷害。另外生酮飲食者因為減少葡萄糖攝取、增加脂質攝取，也有可能出現血中酮體高於一般人的情形。

### 二、非良性酮症：
血中酮體濃度>3mmol/L，原因為長期饑餓或是時常從事過度激烈的運動，導致葡萄糖長期不足，需依賴更多酮體生成以供人體所需，導致酮體濃度過高。但如果血液已有酸化現象，則歸類為酮酸血症。

### 三、酮酸血症：
血中酮體濃度>3mmol/L，血液有酸化現象，通常發生於第一型糖尿病患者，因為這些患者的胰島素不足，無法調控血糖濃度，人體無法有效利用葡萄糖，需仰賴酮體做為能量來源，導致酮體濃度嚴重偏高，嚴重者甚至會高於15mmol/L，患者會出現嘔吐、腹痛、排尿增加、神智不清、昏迷、甚至死亡等症狀。

### 四、特殊情形：
若是水分攝取嚴重不足，也有可能導致酮體濃度過高，但只要補充水分，該情形便會消失。
台灣的第一型糖尿病患者盛行率約為1.5人/100000人，其中約有65%患有酮酸血症，須隨時監控血糖值，並定時施打胰島素，避免血中酮體濃度升高。另外，近年來生酮飲食十分流行，糖尿病患者要特別注意，由於缺乏胰島素的調控，生酮飲食並不適用於糖尿病患者，但對於一般人而言，正確的生酮飲食所造成的酮體濃度變化有限，除非水分攝取嚴重不足、生酮飲食方法錯誤或是運動量太大，否則並不會導致酮酸血症。